# شهرستان مونرو (میزوری)
شهرستان مونرو، میزوری (به انگلیسی: Monroe County, Missouri) یک شهرستان در ایالات متحده آمریکا است که در میزوری واقع شده‌است.